# IS (manga)
IS: Otoko demo Onna demo nai Sei (IS 男でも女でもない性), és una sèrie de manga feta per Chiyo Rokuhana, publicada per primera vegada al Japó en 2003. El títol d'IS significa intersexual i la història segueix el dolor i problemes d'aquestes persones a través de les seves vides, com obtenir l'acceptació pel que són i de la seva incapacitat per a reproduir-se.
IS guanyà en 2007 Kodansha Manga Award per shōjo.

## Història
El primer volum d'IS és una recopilació d'històries de dos personatges diferents intersexuals i els seus diferents problemes. Els volums del 2 al 8 tracten de la vida de la intersexual Haru Hoshino, començant just abans del seu naixement i continuant passat secundària.